# 中央大学附属横浜中学校・高等学校
中央大学附属横浜中学校・高等学校（ちゅうおうだいがくふぞくよこはまちゅうがっこう・こうとうがっこう、英称 Chuo University Yokohama Junior & Senior High School）は、神奈川県横浜市都筑区牛久保東に所在し、中高一貫教育を提供する私立中学校・高等学校。略称は「中大横浜」、「中横」。

## 概要
神奈川県横浜市に所在する中高一貫校。
2010年4月以前の学校名は横浜山手女子中学校・高等学校（よこはまやまてじょしちゅうがっこう・こうとうがっこう）であり、2013年4月1日以前の学校名は中央大学横浜山手中学校・高等学校(ちゅうおうだいがくよこはまやまてちゅうがっこう・こうとうがっこう)であった。

## 沿革
- 1908年 - 母体の横浜女子商業補習学校設立、日本最初の女子の夜学校
- 1925年 - 前身の横浜女子商業学校を設立
- 1948年 - 学制改革により、横浜女子商業学園高等学校・中学校と改称
- 1991年 - 普通科設置
- 1994年 - 横浜山手女子高等学校・中学校に改称
- 2009年 - 設置者の学校法人横浜山手女子学園が学校法人中央大学との合併協定書に調印
- 2010年 - 中央大学の系属校化、中央大学横浜山手中学校・高等学校に改称[1]（「学校法人 中央大学系属 学校法人 横浜山手女子学園」となる。）
- 2010年10月1日 - 学校法人中央大学と学校法人横浜山手女子学園の合併[2]、中央大学の直系附属校化
- 2012年 - 中学校が男女共学化
- 2013年 - 中央大学附属横浜中学校・高等学校に再度校名変更、横浜市都筑区に移転
- 2014年 - 高等学校が男女共学化
- 2016年 - 完全共学化

## 略史

### 附属学校開設に至るまで
2008年2月18日に中央大学附属学校化を目指して取り組むための協議会が発足。2009年3月9日に合併協定書に調印した。この合併協定に基づき2010年4月1日より学校法人横浜山手女子学園は学校法人中央大学の系属法人となるとともに、横浜山手女子中高も学校法人中央大学の系属校となって学校名を「中央大学横浜山手中学校・高等学校」に変更した。
この合併協定に基づき2009年4月に中央大学理工学部長の田口東が学校法人横浜山手学園理事長に、中央大学企画本部部長の横田利久が副理事長に、他3名が理事に就任した（理事8名のうち5名が中央大学よりの出向者となった）。また2009年9月には中央大学高等学校前校長の田中好一が横浜山手学園女子中学校・高等学校校長に就任し、2019年現在、中央大学商学部教授である袴田兆彦が就任している。
両法人の合併と中央大学横浜山手中高の完全附属校化は、2010年2月6日に理事会・評議員会で承認され、合併契約書に調印した。この合併契約に基いて文部科学省に学校法人合併の申請を行い、2010年6月30日に認可され、2010年7月5日に公告した。この合併により2010年10月1日に学校法人横浜山手女子学園は消滅し、設置者は学校法人中央大学となった。
男女共同参画が推進される中で、男女が共に築く社会の在り方を学校において学ぶことは有意義で、合併を期に男女共学校への再編が計画され決定された。中学校は2012年度新入生から共学化され、高等学校は2014年度新入生から共学化された。2013年4月1日に、手狭であった旧中央大学横浜山手中学校・高等学校の校舎（横浜市中区山手町27）から現在の校舎（同市都筑区牛久保東）に移転した。そして、「中央大学横浜山手中学校・高等学校」から「中央大学附属横浜中学校・高等学校」に校名を変更した。旧校舎は湘南医療大学看護学科が横浜山手キャンパスとして使用している。

## 施設

### 牛久保校地[4]
- 校舎
  - 教室
  - 体育館
  - 武道場
  - 図書室
  - ラーニングストリート
  - ランチルーム
  - 総合学習コーナー
  - 中庭
  - トレーニングルーム
  - 売店
  - 茶道室
  - 教科室
    - 音楽室
    - 美術室
    - 理科室
    - 技工室
- グラウンド
  - テニスコート

### 大棚校地
牛久保校地よりやや離れた場所に所在するグラウンドである。サッカー部や野球部の練習場となっている。

## 委員会・部活動

### 委員会
- 学級委員会
- 図書委員会
- 保健委員会
- 放送委員会
- ボランティア委員会
- 美化委員会
- 体育委員会
- 紅央祭実行委員会

### 運動部
- 体操部
- テニス部
- バドミントン部
- ダンス部
- 剣道部
- 卓球部
- バレーボール部
- バスケットボール部
- バトン部
- 陸上競技部
- ワンダーフォーゲル部
- ソフトボール部
- フットサル部
- サッカー部
- 軟式野球部（中学）
- 硬式野球部（高校）

### 文化部
- 演劇部
- 華道部
- 茶道部
- 合唱部
- 美術部
- 料理部
- 英語部
- 軽音楽部
- 作画研究部
- 吹奏楽部
- 文芸部
- 書道部
- 手芸部
- 競技歌留多部
- 写真部
- 科学部
- 鉄道研究部
- 将棋部

## 学校生活
高等学校から入学した外部生は、高校2年生から中学校からの内部生と混合となる。また、高校3年生では私立文系クラス、国立文系クラス、私立理系クラス、国立理系クラス(いずれも内部生と外部生は混合)に分けられる。学校における第一の目標は「中央大学の基幹学生の養成」である。

## 年間行事
- 紅央祭(文化祭)
- 体育祭
- 修学旅行(中3、高2)
- スキー教室(中1、中2)

## 校歌・愛唱歌
校歌は、中学校・高等学校ともに「中央大学校歌」である。かつての旧校歌は「愛唱歌」となった。
- 愛唱歌（旧校歌）：作詞・唯野真琴、作曲・信時潔

## その他・不祥事
- 2つの法人が合併されるにあたり、校歌,校章,法人を既存のものから変更することになった。
  - 校章は、2010年度からの中大の系属化にあたり、女子美術大学に依頼して製作され、2010年4月1日に利用を開始した。
  - 制服は法人の合併が行われた次の年である2011年の入学生より変更された[7]。

- 中央大学附属横浜山手中学校・高等学校の跡地には、初期の学園の創立者を讃える石碑が設置されている[8]。

- 2012年の入学試験に当たり、裏口入学が発覚。知人の孫を不正に合格させていたとして、久野修慈理事長らが報酬自主返納の処分を受けた[9]。

## 交通アクセス
- 牛久保校地:横浜市営地下鉄センター北駅下車より徒歩10分
- 大棚校地(グラウンド):横浜市営地下鉄東山田駅下車より徒歩10分

## 著名な卒業生
- 稲垣きくの - 俳人・元映画女優
- 深野羅定咲 - バスケットボール選手
- 一木有海 - 元タレント、NHK教育テレビ『天才てれびくんMAX』元てれび戦士
- 熊崎結萌 - テレビ静岡アナウンサー